# Хайнрих I фон Геролдсек
Хайнрих I фон Геролдсек (на немски: Heinrich I von Geroldseck; * ок. 1252; † между април 1296 и октомври 1298) е граф на Геролдсек и Велденц.

## Произход
Той е син на Валтер I фон Геролдсек, господар на Геролдсек цу Малберг (1235 – 1275/1277) и първата му съпруга Хайлика фон Малберг († 1259), дъщеря на Мербодо II фон Малберг († сл. 1225) и Ида фон Мандершайд († 1237). Брат е на Херман I, господар на Геролдсек († 8 март 1262, убит в битката при Хаузберген) и на Валтер, епископ на Страсбург.
След измирането на графовете на Велденц по мъжка линия през 1259 г. Хайнрих се нарича граф на Велденц.

## Фамилия
Първи брак: ок. 1254 г. с Елизабет фон Лихтенберг (* ок. 1246; † сл. 1270), вдовица на Рудолф II фон Кенцинген или фон Юзенберг († 1259), дъщеря на Хайнрих II фон Лихтенберг, фогт фон Страсбург († 1269) и Елизабет. Те имат три деца:
- Валтер II фон Геролдсек († 17 септември 1289), господар на Геролдсек, женен на 3 август 1270 г. за графиня Имагина фон Спонхайм-Кройцнах († сл. 1305)
- Херман II фон Геролдсек († 2 юли 1298 в битката при Гьолхайм), фогт на Ортенау, женен за графиня Ута фон Тюбинген († сл. 1302)
- Елизабет фон Геролдсек (* 1268, † сл. 1285), омъжена за граф Йохан I фон Изенбург-Лимбург († 1312)

Втори брак: между 1260 и 1270 г. с графиня Агнес фон Велденц (* 1258; † сл. 1277), дъщеря наследничка на граф Герлах V фон Велденц († 1259/1260) и графиня Елизабет фон Цвайбрюкен († 1258/1259), дъщеря на Хайнрих II от Цвайбрюкен, роднина на епископ Конрад II фон Фрайзинг. Те имат девет деца:
- Георг I фон Геролдсек (* 1298; † 1347/сл. 1348), граф на Велденц, фогт в Шпайергау, женен пр. 26 май 1301 г. за графиня Агнес фон Лайнинген († 1346)
- Валрам (* пр. 1270; † 27 август 1336), от 1328 г. епископ на Шпайер

- Беатрикс († сл. 12 юли 1302), омъжена за херцог Херман I фон Тек († 1313/1314)
- Зигмунд
- Еберхард († сл. 1301)
- Хайнрих
- Хедвиг († сл. 12 март 1334), омъжена I. за Йохан фон Фалкенщайн († 1311), II. (1303) за Йохан фон Фалкенщайн († 1351)
- Герлах
- Хайлика